# 蜂須賀昭二
蜂須賀 昭二（はちすか しょうじ、1962年8月27日 - ）は、日本の俳優、スーツアクター。栃木県出身。ジャパンアクションエンタープライズ（JAE）所属。同じくJAE所属の蜂須賀祐一は双子の兄。

## 来歴・人物
趣味は映画・音楽鑑賞、特技は水泳。
1982年に兄・祐一とともにジャパンアクションクラブ（現・JAE）に入団。テレビ撮影よりも東京ドームシティアトラクションズスカイシアターなど、ライブを中心に活動している。初期は『宇宙刑事ギャバン』などで、祐一とともに双子役やコピー人間役など双子を活かした役で出演することも多かった。
現在はJAE養成部で講師として、スタント、殺陣指導を受け持っている。

## 出演

### テレビドラマ
- 人生は上々だ（1995年、TBS）
- 花村大介（2000年、関西テレビ）
- ソナキ 雨上がりの午後（2002年、フジテレビ） - 中学生吹き替え
- 火災調査官・紅蓮次郎3（2004年、テレビ朝日） - ファイヤースタント
- 特命係長 只野仁 スペシャル'08（2008年、テレビ朝日） - セーフティー
- 特命係長 只野仁 4thシーズン（2009年、テレビ朝日） - 西村清孝吹き替え
- サラリーマン金太郎 第2シリーズ（2010年、テレビ朝日） - ヤクザ（第1・2話）
- 夏の恋は虹色に輝く（2010年、フジテレビ） - 敵役B（第3話）
- SPEC〜警視庁公安部公安第五課 未詳事件特別対策係事件簿〜（2010年、TBS） - SIT（第5話）
- 特命係長 只野仁 ファイナル（2012年、テレビ朝日） - 男
- トクサツガガガ（2019年、NHK） - セロトル[1]

### バラエティ
- 木曜8時のコンサート（2012年、NHK） - 小林旭スタンドイン
- 芸能界もしもアワード 2014秋（2014年10月5日、テレビ朝日） - 殺陣
- 関ジャニ特命捜査班7係（2016年1月30日、日本テレビ）

### 特撮テレビドラマ
- スーパー戦隊シリーズ
  - 大戦隊ゴーグルファイブ（1982年 - 1983年）[4]
  - 科学戦隊ダイナマン（1983年 - 1984年）
  - 超電子バイオマン（1984年 - 1985年）
  - 超獣戦隊ライブマン（1988年 - 1989年） - グリーンサイ[5]
  - 高速戦隊ターボレンジャー（1989年 - 1990年） - ブルーターボ[6]
  - 地球戦隊ファイブマン（1990年 - 1991年） - ファイブピンク[7]
  - 鳥人戦隊ジェットマン（1991年 - 1992年） - ブルースワロー[7]
  - 恐竜戦隊ジュウレンジャー（1992年 - 1993年） - トリケラレンジャー[8]
  - 五星戦隊ダイレンジャー（1993年 - 1994年） - テンマレンジャー[9]、土屋圭輔の吹き替えスタント[10]
  - 電磁戦隊メガレンジャー（1997年 - 1998年）
  - 星獣戦隊ギンガマン（1998年 - 1999年） - 妖帝イリエス[11]
  - 忍風戦隊ハリケンジャー（2002年 - 2003年）
  - 獣拳戦隊ゲキレンジャー（2007年 - 2008年）
  - 侍戦隊シンケンジャー（2009年 - 2010年）
  - 海賊戦隊ゴーカイジャー（2011年 - 2012年） - 獣人メレ（23）[12]、ゴーカイイエロー[13]
  - 特命戦隊ゴーバスターズ（2012年 - 2013年）
- メタルヒーローシリーズ
  - 宇宙刑事ギャバン（1982年 - 1983年） - 刺客（第36話）
  - 宇宙刑事シャリバン （1983年 - 1984年） - 古田商会の長男（第23話）
  - 宇宙刑事シャイダー（1984年 - 1985年）
  - 時空戦士スピルバン（1986年 - 1987年） - ダイアナレディ[14]
  - 世界忍者戦ジライヤ（1988年 - 1989年） - 烏忍カラス天狗[15]
- 兄弟拳バイクロッサー（1985年） - 警官（第20話）
- 仮面ライダークウガ（2000年 - 2001年） - ゴ・ザザル・バ[16]

### 映画
- メッセンジャー（1999年）
- 梟の城（1999年）
- 阿修羅城の瞳（2004年） - 若旦那 / 鬼御門
- 亡国のイージス（2005年） - 海士
- 日本沈没（2006年） - 自衛隊員
- 大帝の剣（2007年） - 役人
- 20世紀少年（2008年） - ドンキー（生瀬勝久）吹き替え
- 劇場版TRICK 霊能力者バトルロイヤル（2010年）
- ワイルド7（2011年） - 機動隊
- エイトレンジャー∞（2012年） - ヒーロー吹き替え
- 探偵はBARにいる2 ススキノ大交差点（2013年） - マスク軍団
- エイトレンジャー2（2014年）
- イン・ザ・ヒーロー（2014年） - ドラゴンピンク（スーツアクター）、忍者
- セイバー+ゼンカイジャー スーパーヒーロー戦記（2021年）
- メタルヒーローシリーズ
  - 宇宙刑事シャイダー（1984年）
  - 宇宙刑事シャイダー 追跡! しぎしぎ誘拐団（1984年）
- スーパー戦隊シリーズ
  - 劇場版 高速戦隊ターボレンジャー（1989年）
  - 劇場版 五星戦隊ダイレンジャー（1993年）
  - スーパー戦隊ワールド（1994年）
  - 忍風戦隊ハリケンジャー シュシュッと THE MOVIE（2002年） - 分身イエロー[17]
  - 侍戦隊シンケンジャー 銀幕版 天下分け目の戦（2009年）
  - 侍戦隊シンケンジャーVSゴーオンジャー 銀幕BANG!!（2010年） - バッチード[18]
  - ゴーカイジャー ゴセイジャー スーパー戦隊199ヒーロー大決戦（2011年） - ファイブピンク[19]、シグナルマン[20]
  - 海賊戦隊ゴーカイジャー THE MOVIE 空飛ぶ幽霊船（2011年）
  - 獣電戦隊キョウリュウジャーVSゴーバスターズ 恐竜大決戦! さらば永遠の友よ（2014年）
- 仮面ライダーシリーズ
  - 劇場版 仮面ライダーディケイド オールライダー対大ショッカー（2009年）
  - 仮面ライダー1号（2016年） - やくざ風の男[1]
  - 平成仮面ライダー20作記念 仮面ライダー平成ジェネレーションズ FOREVER（2018年）
  - 劇場版 仮面ライダージオウ Over Quartzer（2019年）[21]
  - 仮面ライダー ビヨンド・ジェネレーションズ（2021年）
- スーパーヒーロー大戦シリーズ
  - 仮面ライダー×スーパー戦隊 スーパーヒーロー大戦（2012年）
  - 平成ライダー対昭和ライダー 仮面ライダー大戦 feat.スーパー戦隊（2014年）
  - スーパーヒーロー大戦GP 仮面ライダー3号（2015年）
  - 仮面ライダー×スーパー戦隊 超スーパーヒーロー大戦（2017年） - ACTIONクルー

### Vシネマ
- ゲゲゲの鬼太郎 妖怪奇伝 魔笛エロイムエッサイム（1987年）
- スーパー戦隊シリーズ
  - 星獣戦隊ギンガマンVSメガレンジャー（1999年）
  - 忍風戦隊ハリケンジャーVSガオレンジャー（2003年）
  - 特捜戦隊デカレンジャーVSアバレンジャー（2005年）
  - 獣拳戦隊ゲキレンジャーVSボウケンジャー（2008年）
  - 帰ってきた特命戦隊ゴーバスターズVS動物戦隊ゴーバスターズ（2013年）
  - 行って帰ってきた烈車戦隊トッキュウジャー 夢の超トッキュウ7号（2015年） - トッキュウ3号[22]
  - 帰ってきた動物戦隊ジュウオウジャー お命頂戴!地球王者決定戦（2017年）
  - 爆上戦隊ブンブンジャーVSキングオージャー（2025年）

### ヒーローショー
- 後楽園ゆうえんち野外劇場 / スカイシアター / シアターGロッソ ヒーローショー多数出演、殺陣演出担当
  - 超獣戦隊ライブマン（1988年 - 1989年） - ブルードルフィン[23]
  - 超力戦隊オーレンジャー（1995年 - 1996年） - オーイエロー
  - 百獣戦隊ガオレンジャー（2001年 - 2002年）
  - 忍風戦隊ハリケンジャー（2002年 - 2003年）
  - 爆竜戦隊アバレンジャー（2003年 - 2004年）
  - 特捜戦隊デカレンジャー（2004年 - 2005年）
  - 魔法戦隊マジレンジャー（2005年 - 2006年）
  - 轟轟戦隊ボウケンジャー（2006年 - 2007年） - ボウケンイエロー
  - 獣拳戦隊ゲキレンジャー（2007年 - 2008年） - ゲキレッド
  - 炎神戦隊ゴーオンジャー（2008年 - 2009年） - ゴーオンブラック[24]
  - 侍戦隊シンケンジャー（2009年 - 2010年）
  - 天装戦隊ゴセイジャー（2010年 - 2011年）
  - 海賊戦隊ゴーカイジャー（2011年 - 2012年） - AC監督（1期）
  - 特命戦隊ゴーバスターズ（2012年 - 2013年） - AC監督／イエローバスター
  - 獣電戦隊キョウリュウジャー（2013年 - 2014年） - AC監督（5期）
  - 烈車戦隊トッキュウジャー（2014年 - 2015年） - トッキュウ3号、AC監督（4期）
  - 手裏剣戦隊ニンニンジャー（2015年 - 2016年） - AC監督（2期、5期）
  - 動物戦隊ジュウオウジャー（2016年 - 2017年）
  - 宇宙戦隊キュウレンジャー（2017年 - 2018年）
  - 快盗戦隊ルパンレンジャーVS警察戦隊パトレンジャー （2018年 - 2019年）
  - 騎士竜戦隊リュウソウジャー（2019年 - 2020年）
  - 王様戦隊キングオージャー（2023年 - 2024年）
  - 爆上戦隊ブンブンジャー(2024年)AC監督
  - ナンバーワン戦隊ゴジュウジャー（2025年）AC監督補

### イベント
- JAEスペシャルイベント「俺たち参上!!」（2009年、シアターGロッソ）- カラミ
- JAE NAKED LIVE「がんばろう 日本！」（2011年）

### CM
- 日本コカ・コーラ 「一（はじめ）茶花」 吹き替え

### PV
- AKB48「フライングゲット」（2011年） - 赤べこ48

## スタッフ

### イベント
- ナンバーワン戦隊ゴジュウジャー 制作発表イベント（2025年、シアターGロッソ） - 演出[25]